# ジョン・ロビショー
ジョン・ロビショー（John Robichaux、ないし、Robechaux、1866年1月16日 - 1939年）は、アメリカ合衆国のバンドリーダー、ドラマー、ヴァイオリニストで、ルイジアナ州ティボドーに生まれ、ニューオーリンズで没した。ジョー・ロビショーとして知られたジョセフ・ロビショー（ピアニスト）は甥である。
ジョン・ロビショーは、1891年にニューオーリンズへ来て、1892年から1902年にかけてエクセルシオール・ブラス・バンドの大太鼓奏者を務めた。同時に、1893年以降は、ヴァイオリンを弾き、自らの楽団を率い、バンドリーダーとしても活動し始め、死去するまでこれを続けた。彼が率いた楽団は、1913年当時は36人編成のオーケストラの規模であった。彼の楽団の評判は良く、バド・スコット、ロレンツォ・ティオ Jr.、マニュエル・ペレスらをはじめ、当時のニューオリンズの腕利きのミュージシャンたちが数多く参加していた。ロビショーは、350曲以上の楽曲を作曲し、多数のオーケストラ用の編曲譜を残し、それらはテュレーン大学のウィリアム・ランサム・ホーガン・ジャズ・アーカイヴ (the William Ransom Hogan Jazz Archive) に保存されている。
ロビショーには、同名の甥がおり、こちらのジョン・ロビショーは、ニューオーリンズのあちこちでドラマーとして活動し、ミュージカル『One Mo' Time』の巡業の一座にも加わっていた。